# Russische militaire begraafplaats Bassinplatz
De Russische militaire begraafplaats Bassinplatz is een militaire begraafplaats in achter de Petrus en Pauluskerk in Potsdam in de Duitse deelstaat Brandenburg. Op de begraafplaats liggen omgekomen Russische militairen uit de Tweede Wereldoorlog.

## Begraafplaats
Vrijwel alle militairen kwamen aan het einde van de oorlog om het leven. De begraafplaats kenmerkt zich door kleine graven in diverse vormen. Centraal gelegen is een monument, dat herinnert aan de slachtoffers. Er liggen ruim vierhonderd omgekomen militairen.